# Peter Wacha

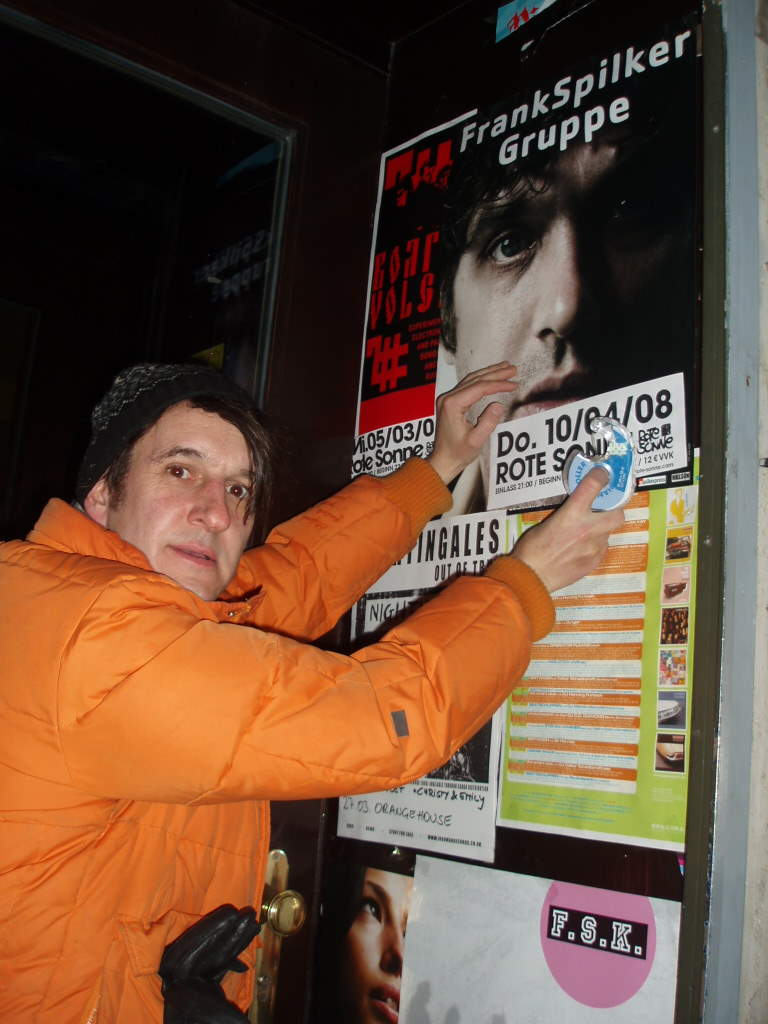
Peter Wacha (2008)

Peter Wacha (* 1962) ist ein deutscher DJ, Plattenlabel-Inhaber und Clubbetreiber, der auch unter seinem Pseudonym DJ Upstart bekannt ist.

## Leben
Ab 1979 veröffentlichte Wacha für kurze Zeit das Punk-Fanzine Upstart. Den Namen behielt er auch nach Einstellung des Fanzines und nutzte ihn als Künstlernamen für seine DJ-Auftritte.
Zusammen mit Peter Blaha gründete Wacha 1982 in München den Plattenladen Optimal, der vor allem auf Erscheinungen aus den Genres New Wave und Punk spezialisiert war. Optimal zählt heute zu den weltweit größten unabhängigen Record Stores.
Wie auch DJ Hell gehörte Wacha zum Umfeld des Müncheners Tanzlokal Größenwahn. Nachdem Wacha 1985 mit Sub Up Records sein erstes Plattenlabel gründete, folgte 1991 als „Dance Department“ von Sub Up Records konzipierte Label Disko B, das durch richtungweisende Veröffentlichungen von Künstlern wie DJ Hell, Patrick Pulsinger, Electric Indigo, Robert Görl, Richard Bartz und Console bekannt wurde. Eine der ersten Veröffentlichungen, Kotais Single Susi's Daydream wurde von Wacha co-produziert.
In der Münchner Techno-Szene war Wacha auch für die von ihm mitorganisierten Ultraworld-Partys bekannt, aus denen später der Techno-Club Ultraschall I hervorging.
Zusammen mit Alex Murray-Leslie, Melissa Logan und Jürgen Söder gründete Wacha im Jahr 2000 das Disko-B-Tochterlabel Chicks on Speed Records, auf dem vor allem die Veröffentlichungen der gleichnamigen Elektro-Formation Chicks on Speed erschienen. Später folgten Alben und EPs von Bands wie Le Tigre, DAT Politics und Kids on TV.
Im Jahr 2005 eröffnete Peter Wacha zusammen mit Dorothea Zenker, Richard Rieger, Bernd Bergmann, Sven Künast und Martin Gretschmann den Münchner Club Rote Sonne.
Im 2008 erschienenen Dokumentarfilm We Call It Techno!, der die Entstehungsphase der Technoszene in Deutschland von 1988 bis 1993 dokumentierte, gab Wacha ein Interview.